# Malcolmia maritima

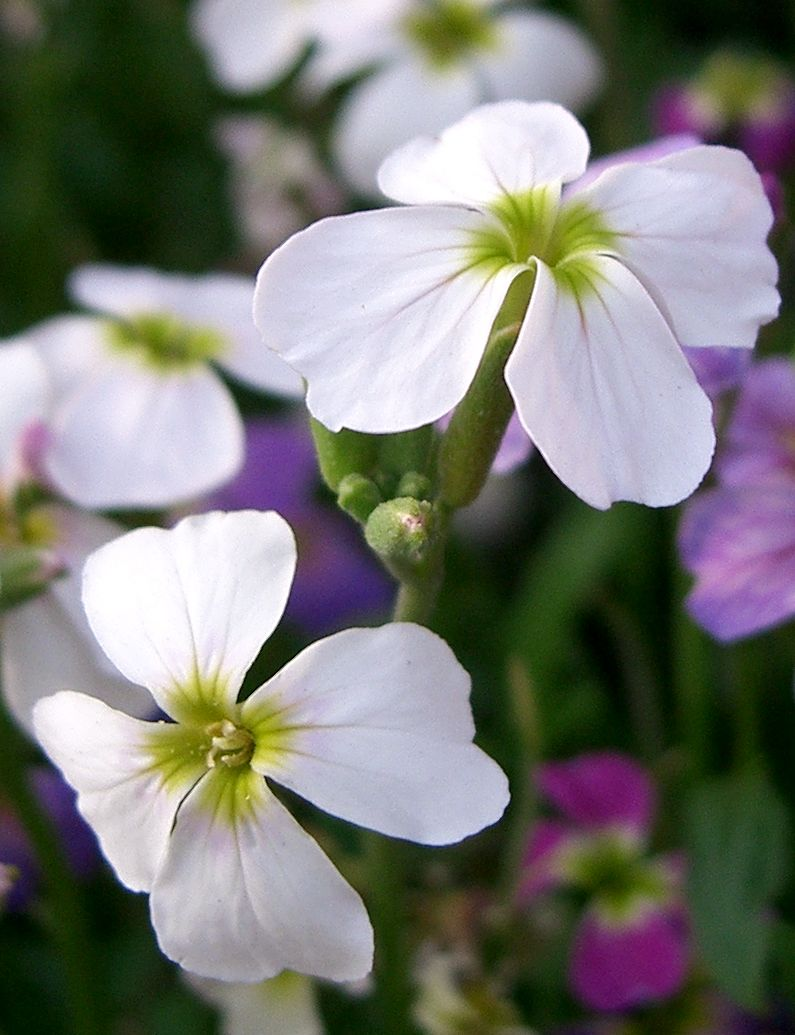
Flores

Malcolmia maritima, llamada popularmente alhelí de Mahón o mahonesa, es una especie de la familia de las brasicáceas. Es nativa de la región mediterránea (desde Grecia a España) donde crece en los arenales costeros.

## Descripción
Es una planta anual, herbácea, de tallo erecto que alcanza los 15–30 cm de altura. Produce numerosas flores tetrámeras, de color blanco o púrpura, muy fragantes.

## Taxonomía
M. maritima fue descrita por (L.) R.Br. y publicada en Hortus Kewensis; or, a Catalogue of the Plants Cultivated in the Royal Botanic Garden at Kew. London (2nd ed.) 4: 121. 1812.
Citología
Número de cromosomas de Malcolmia maritima (Fam. Cruciferae) y táxones infraespecíficos: n=8; 2n=16
Etimología
Ver: Malcolmia
maritima: epíteto latino que significa "en la costa, cercana al mar".
Sinonimia
- Cheiranthus littoreus All.
- Cheiranthus maritimus L.	basónimo
- Hesperis maritima (L.) Lam.
- Malcolmia maritima var. leucadiana Stork
- Malcolmia maritima var. maritima W.T. Aiton
- Wilckia maritima (L.) Halácsy[5]

## Nombres comunes
- Castellano: alelí de Mahón, alelí mahón, alhelí de Mahón, alhelí del Papa, mahonesa.[6]